# Dionisíades de Tars
Dionisíades de Tars (en grec antic: Διονυσιάδης, Dionysiades) fou un poeta tràgic grec nascut a Tars, que segons Estrabó era el millor dels poetes de la plèiade tràgica dels gramàtics alexandrins. Fabricius l'inclou a la Bibliotheca Graeca.